# Scutellospora spinosissima
Scutellospora spinosissima är en svampart som beskrevs av C. Walker & Cuenca 1998. Scutellospora spinosissima ingår i släktet Scutellospora och familjen Gigasporaceae.   Inga underarter finns listade i Catalogue of Life.